# Clearbrook
Clearbrook – miasto w Stanach Zjednoczonych, w stanie Minnesota, w hrabstwie Clearwater.